# Hillfort

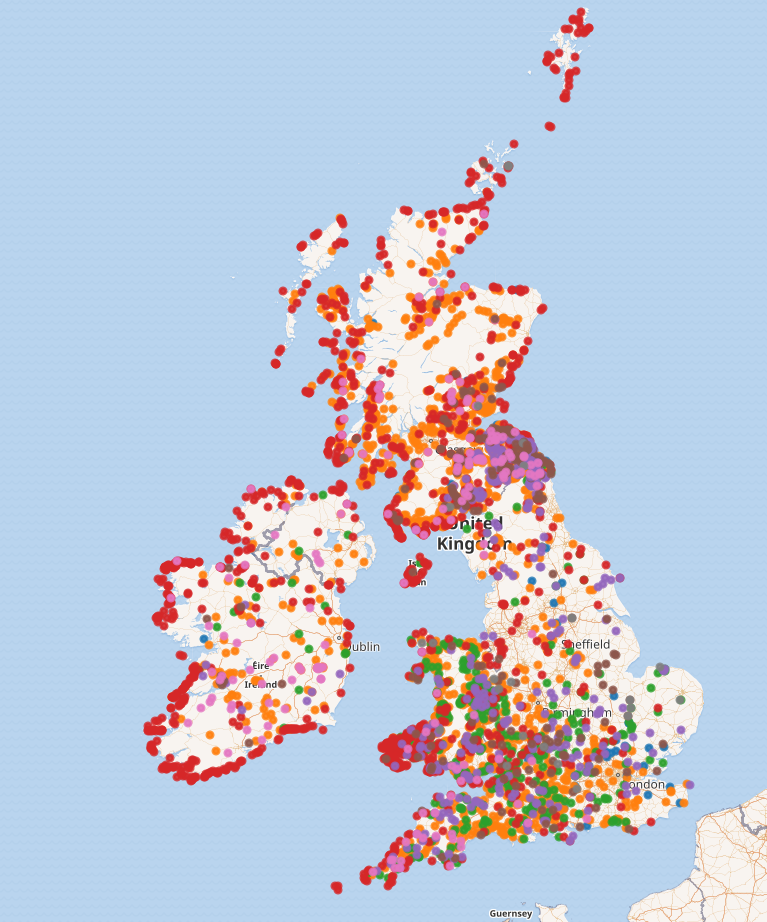
Hill- und Promontory Forts

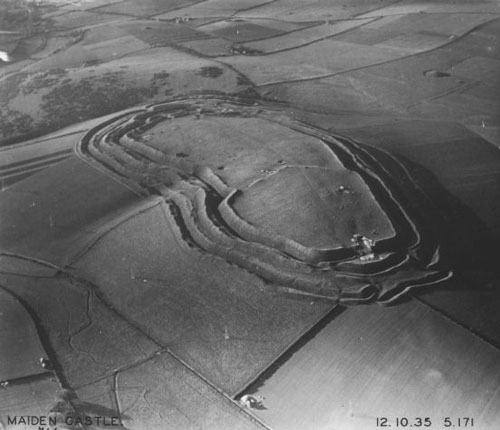
Das dreifach umwallte Contour Fort Maiden Castle aus der Luft

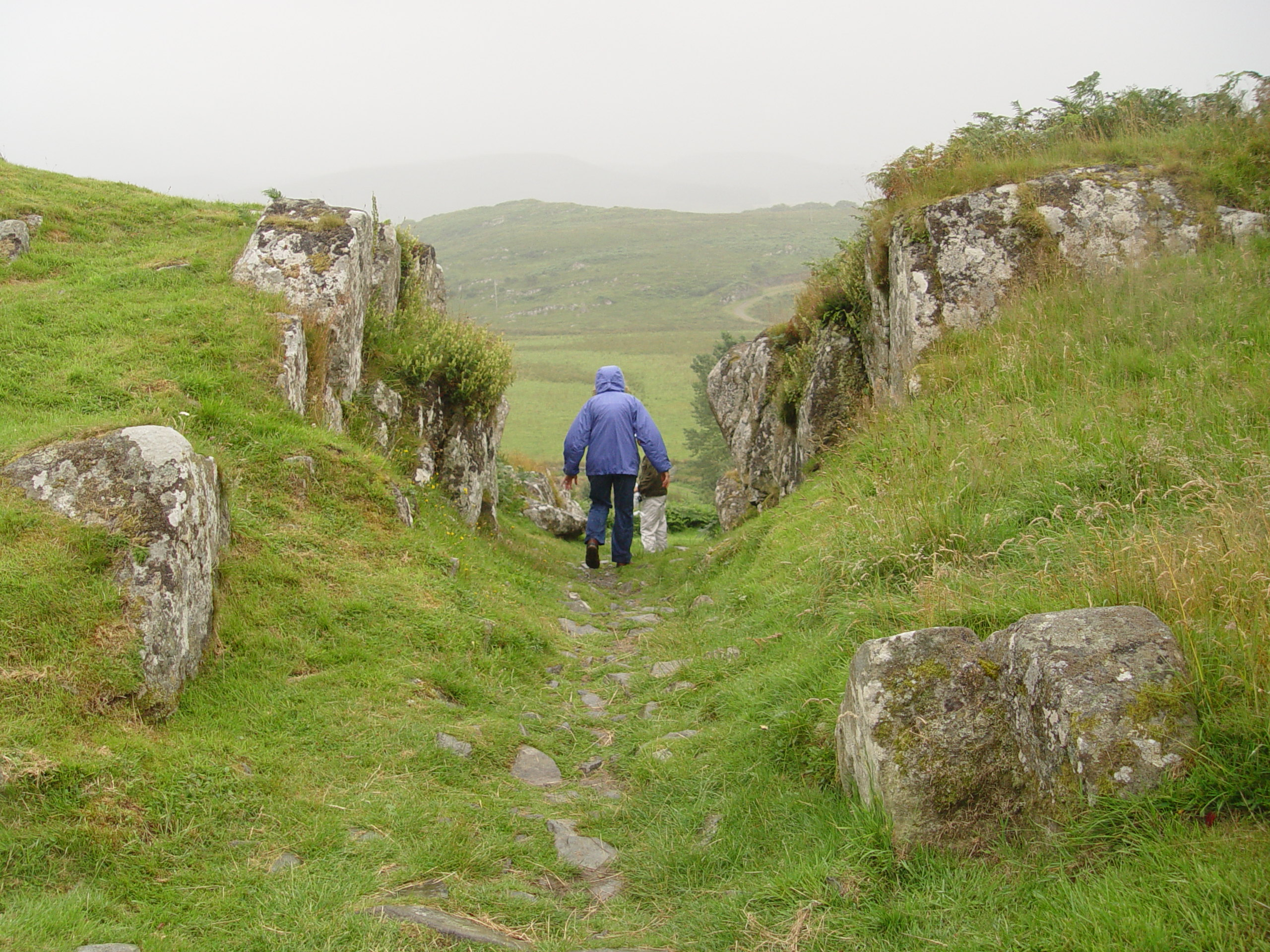
Der Zugang von Dunadd-Hillfort

Hillfort ist die auf den Britischen Inseln gebräuchliche Bezeichnung für Wallburgen. Hillforts sind umwallte Areale, die auf Hügeln (hills) liegen. Sie können in etwa runde, zumeist aber unregelmäßige, der Geomorphologie angepasste (dann Coniour Fort genannte) Wall- und Grabenanlagen sein. Halbrunde, an Geländestufen oder auf Vorgebirgen platzierte Anlagen werden in der Regel Promontory Forts bzw. Coastal Hillforts genannt. Die Anlagen kommen hauptsächlich auf den Britischen Inseln vor.
Hillforts sind eine spätbronze- und eisenzeitliche Erscheinung des Jahrtausends vor der Zeitenwende und schon aufgrund ihrer Lage von den viel älteren Causewayed enclusores und den ebenfalls mit Gräben oder Wällen versehenen Henges und Raths oder den steingefassten Duns (Ringfort) zu trennen. Viele sind klein und mehr als 50 Prozent bedecken eine Fläche von weniger als 1,25 ha.

## Großbritannien
Die Anlagen können sowohl auf Hügeln wie auch auf Spornen und an Abbruchkanten liegen. An der Küste beziehen sie als Promontory Forts geomorphe Strukturen in ihren Plan ein. Merkmal britischer Anlagen sind oft zwei oder mehr konzentrische Erdwälle. Jeder Erdwall umfasst üblicherweise einen Graben, wobei einige Hillforts allein aus Wällen bestehen. Die meisten der großen mehrfach umwallten Hillforts haben zwei Zugänge, obwohl es auch Beispiele mit einem oder mehr Zugängen gibt. In einigen Gebieten kommen parallel, oder ausschließlich steinerne Umwallungen vor. Vor allem in Nordwestwales gibt es Hillforts mit steinernen Umwallungen, die mitunter mit Felsaufschlüssen kombiniert wurden. Die Mehrheit der ausgegrabenen Hillforts lieferte Belege für handwerkliche Tätigkeiten in ovalen oder runden Häusern, in denen eine Vielzahl von Materialien gefunden wurden. Eine Anzahl zeigt Gebäude, die als Tempel fungiert zu haben scheinen. Eisen- oder bronzezeitliche Schmelzöfen wurden ebenfalls gefunden. Einige große Hillforts stellen proto-urbanen Siedlungen dar. Frühere Interpretationen betonen den defensiven Charakter und deuten ihre Konstruktion als Reaktion auf zunehmende Auseinandersetzungen. In den letzten Jahren hat sich dies verändert und große Hillforts (wie das Brown Caterthun mit neun Toren) werden eher als Manifestationen der Macht zwischen konkurrierenden Eliten oder als Handelszentren angesehen. Einige wurden noch während der römischen Besatzungszeit genutzt.
Viele Hillforts sind von der Ebene aus deutlich erkennbar, andere sind verschliffen und zeigen sich nur auf Luftbildern. Maiden Castle in Somerset liegt südlich von Dorchester und ist das größte und bekannteste Hillfort Englands, es bedeckt eine Fläche von 47 Acres. Die größte Konzentration dieses Anlagentyps (etwa 50 in England) liegt in den Grafschaften Dorset, Hampshire und Wiltshire.

### Beispiele von Hillforts in Großbritannien
| Hillfort                | Grafschaft            | Landesteil | Bemerkungen |
| ----------------------- | --------------------- | ---------- | ----------- |
| Badbury Rings           | Dorset                | England    | (3 Wälle)   |
| Barbury Castle          | Wiltshire             | England    | (3 Wälle)   |
| Beacon Hill             | Hampshire             | England    |             |
| Berry Hill              | Pembrokeshire         | Wales      |             |
| Broxmouth               | East Lothian          | Schottland |             |
| Burrough Hill           | Leicestershire        | England    |             |
| Caer Caradoc            | Shropshire            | England    |             |
| Caer Drewyn             | Denbighshire          | Wales      |             |
| Carl Wark               | South Yorkshire       | England    |             |
| Carningli Hillfort      | Pembrokeshire         | Wales      |             |
| Chûn Castle             | Cornwall              | England    | (2 Wälle)   |
| Cissbury                | West Sussex           | England    |             |
| Cley Hill               | Wiltshire             | England    |             |
| Craig Rhiwarth          | Powys                 | Wales      |             |
| Croft Ambrey            | Herford & Worcester   | England    |             |
| Danebury                | Hampshire             | England    |             |
| Dinas Bran Castle       | Denbighshire          | Wales      |             |
| Dinas Dinlle            | Gwynedd               | Wales      |             |
| Eddisbury               | Cheshire              | England    |             |
| Eggardon                | Dorset                | England    |             |
| Dunnideer               | Aberdeenshire         | Schottland |             |
| Eggardon                | Dorset                | England    |             |
| Figsbury Ring           | Wiltshire             | England    |             |
| Foel Drygarn            | Pembrokeshire         | Wales      |             |
| Hambledon               | Dorset                | England    |             |
| Herfordshire Beacon     | Herford & Worcester   | England    |             |
| Hillfort von Fallburn   | South Lanarkshire     | Schottland |             |
| Hod Hill                | Dorset                | England    | (3 Wälle)   |
| Hunsbury Hill           | England               | (2 Wälle)  |             |
| Mam Tor                 | Derbyshire            | England    |             |
| Maiden Castle           | Dorset                | England    |             |
| Mellor Hillfort         | Greater Manchester    | England    |             |
| Moel Arthur             | Denbighshire          | Wales      |             |
| Old Oswestry            | Shropshire            | England    | (6 Wälle)   |
| Penycloddiau            | Flintshire            | Wales      |             |
| Pen-y-Dinas             | Gwynedd               | Wales      |             |
| Pen-y-Gaer              | Conwy County Borough  | Wales      |             |
| Pilsdon Pen             | Dorset                | England    |             |
| Ranachan                | Argyll and Bute       | Schottland |             |
| South Cadbury Castle    | Somerset              | England    | (3 Wälle)   |
| Tre’r Ceyri             | Gwynedd               | Wales      |             |
| Torwoodlee              | Scottish Borders      | Schottland |             |
| Traprain Law            | East Lothian          | Schottland |             |
| Tre’r Ceyri             | Gwynedd               | Wales      |             |
| Trusty’s Hill           | Dumfries and Galloway | Schottland |             |
| Uffington Castle        | Oxfordshire           | England    |             |
| White & Brown Caterthun | Angus                 | Schottland |             |
| Worlebury Camp          | Somerset              | England    |             |
| Yeavering Bell          | Northumberland        | England    |             |

## Irland
Barry Raftery (1944–2010) untersuchte 40 einfach und mehrfach umwallte Anlagen auf der Insel (bekannt sind etwa 80) und teilte die Anlagen in drei Klassen ein:
- Class 1: Einfach umwallte Anlagen aus Erde oder Stein mit oder ohne Graben.
- Class 2: Anlagen mit großräumiger mehrfacher Umwallung auf Hügeln oder Klippen.
- Class 3: Inland Promontory Forts

Die größten irischen Hillforts sind:
- Cahercommaun mit den nahen Cashlaun Gar
- Caherconree, County Kerry
- das ovale Carntierna oder Carn Tigherna, County Cork
- Clogher, County Tyrone
- Clopook, oder Dun of Clopoke, County Laois
- Croaghan Hill, County Donegal
- Downpatrick, County Down
- Dun Aillinne Hillfort, im County Kildare, ein Königssitz
- Dunmurray Hill, County Kildare
- Freestone Hill, County Kilkenny mit römischem Münzfund; durch Gerhard Bersu
- Grianán von Aileach, County Donegal (multivallate)
- Knocknashee Hillfort, County Sligo 20 ha
- Moghane Hillfort (Mooghaun) County Clare, mit dem Great Clare find einen Goldfund
- Rathgall, eine mehrfache umwallte Anlage im County Wicklow

In Irland sind Hillforts eine Unterkategorie der viel zahlreicheren Ringforts. Die größten sind:
- das ovale Brusselstown Hillfort oder Brusselstown Ring, County Wicklow
- Rathgall, County Wicklow, eine mehrfache umwallte und von Barry Raftery untersuchte Anlage
- Dun Aillinne Hillfort, County Kildare, eine Royal Site
- Moghane Hillfort oder Mooghaun im County Clare, bekannt durch einen Goldfund
- Auf dem Baltinglass Hill im County Wicklow und dem Knocknashee im County Sligo beziehen die Umwallungen ältere Stein- und bronzezeitliche Megalithanlagen bzw. Grabhügel ein.

Es ist möglich, dass manche Hillforts als Versammlungsplätze fungierten, wie es für Teltown, den Hill of Ward in County Meath und besonders für den Uisnech im Co. Westmeath postuliert wird. Mit einigen der Plätze sind mythologische Personen und Ereignisse verknüpft.
In der Ebene gelegene Anlagen aus Erdwällen werden als Raths bezeichnet, steinerne Ringanlagen auch als Caher, Cathair, Cahsel oder Dun.